# American Expeditionary Forces

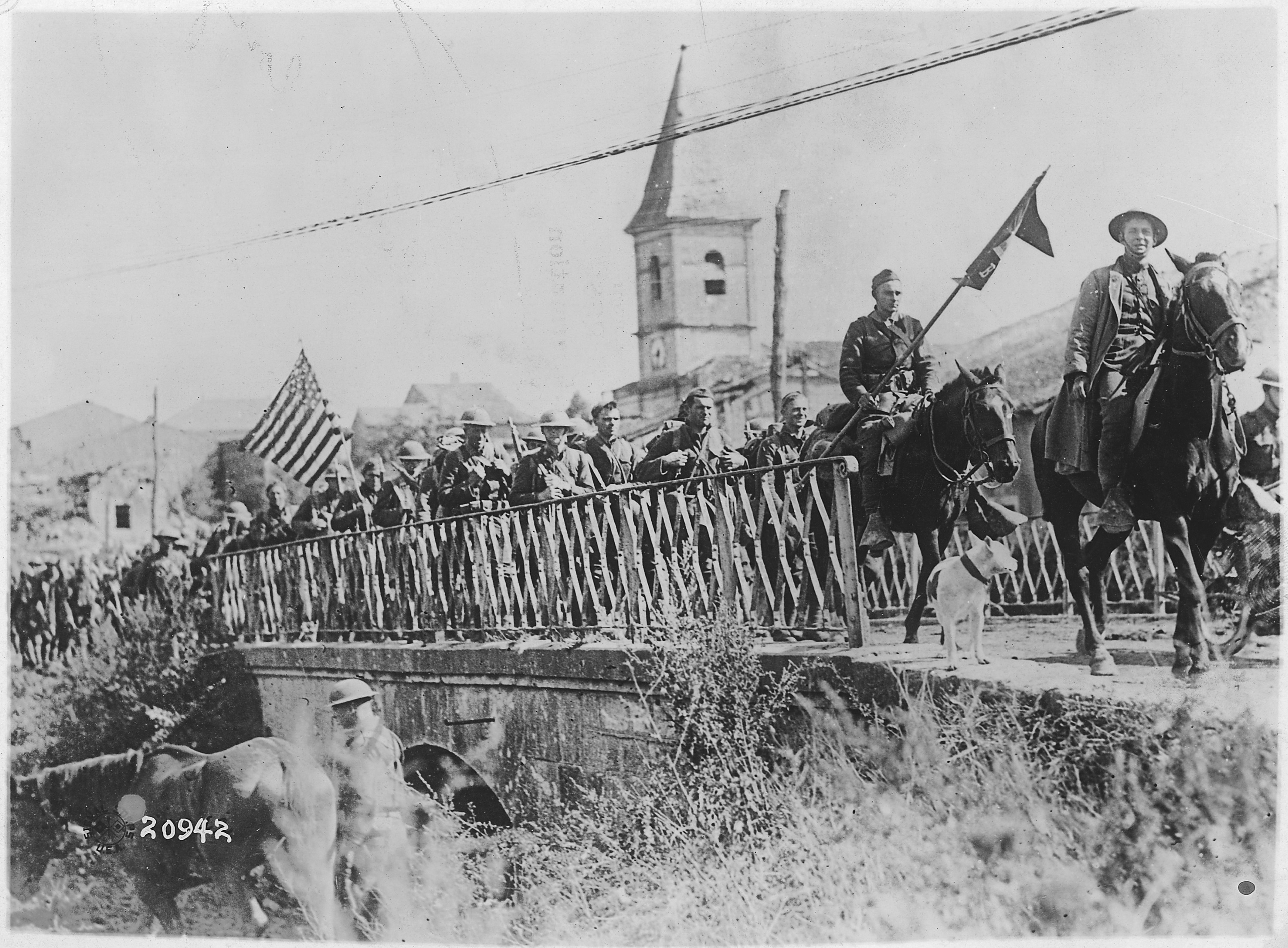
Soldaten der AEF nach dem Sieg in der Schlacht von St. Mihiel

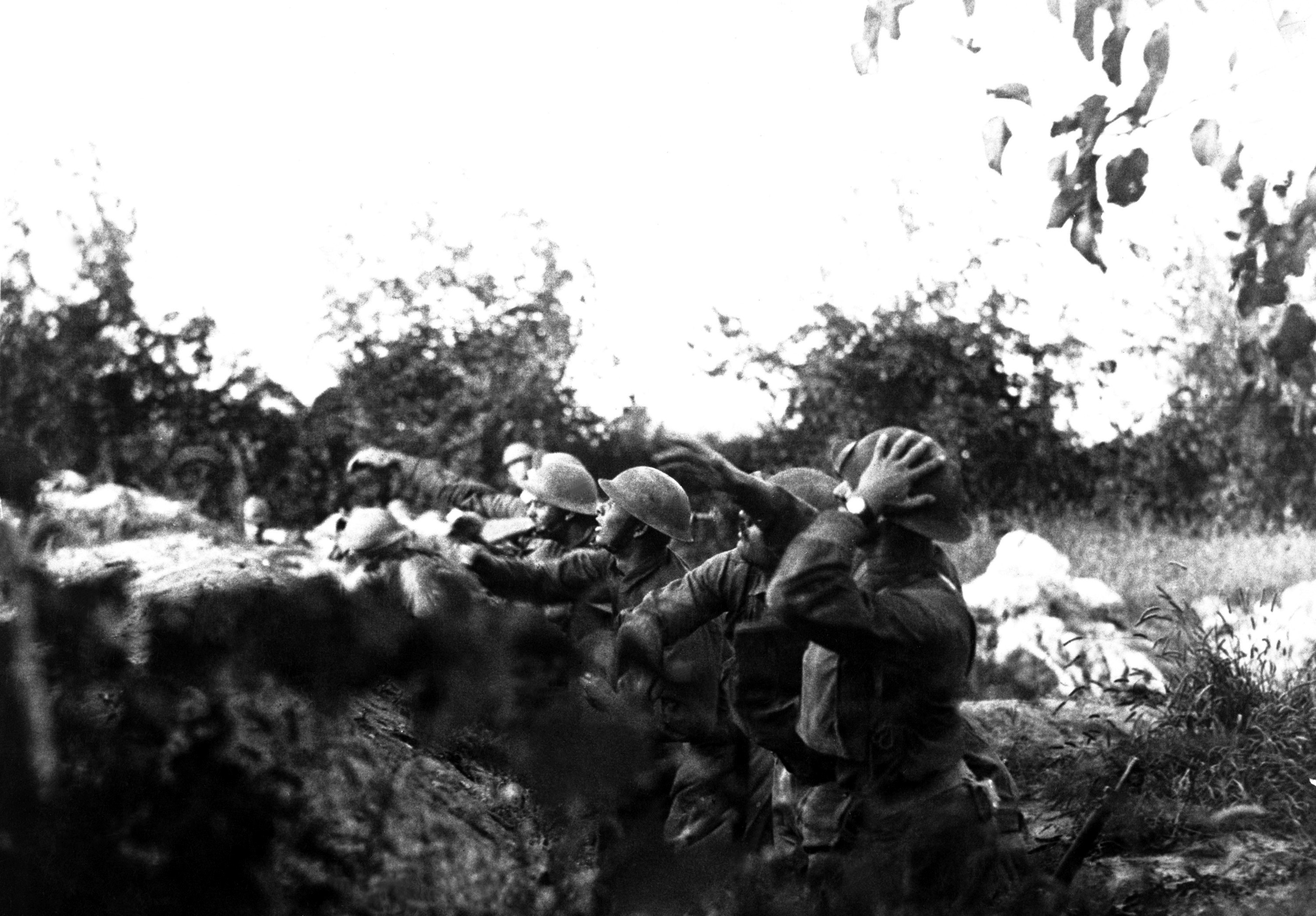
Soldaten der AEF an der Piave-Front, 1918

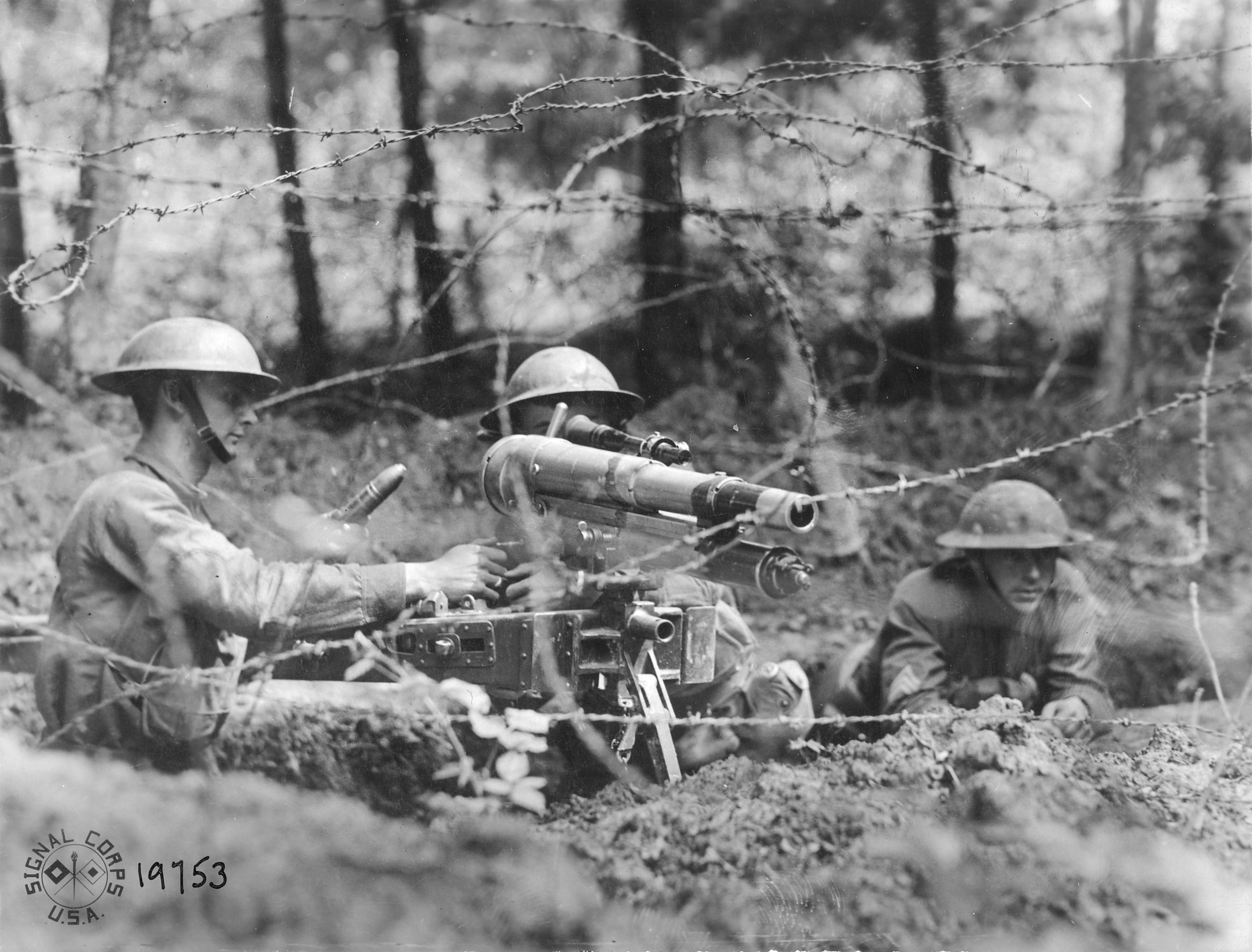
AEF-Soldaten mit Infanteriegeschütz, 1918

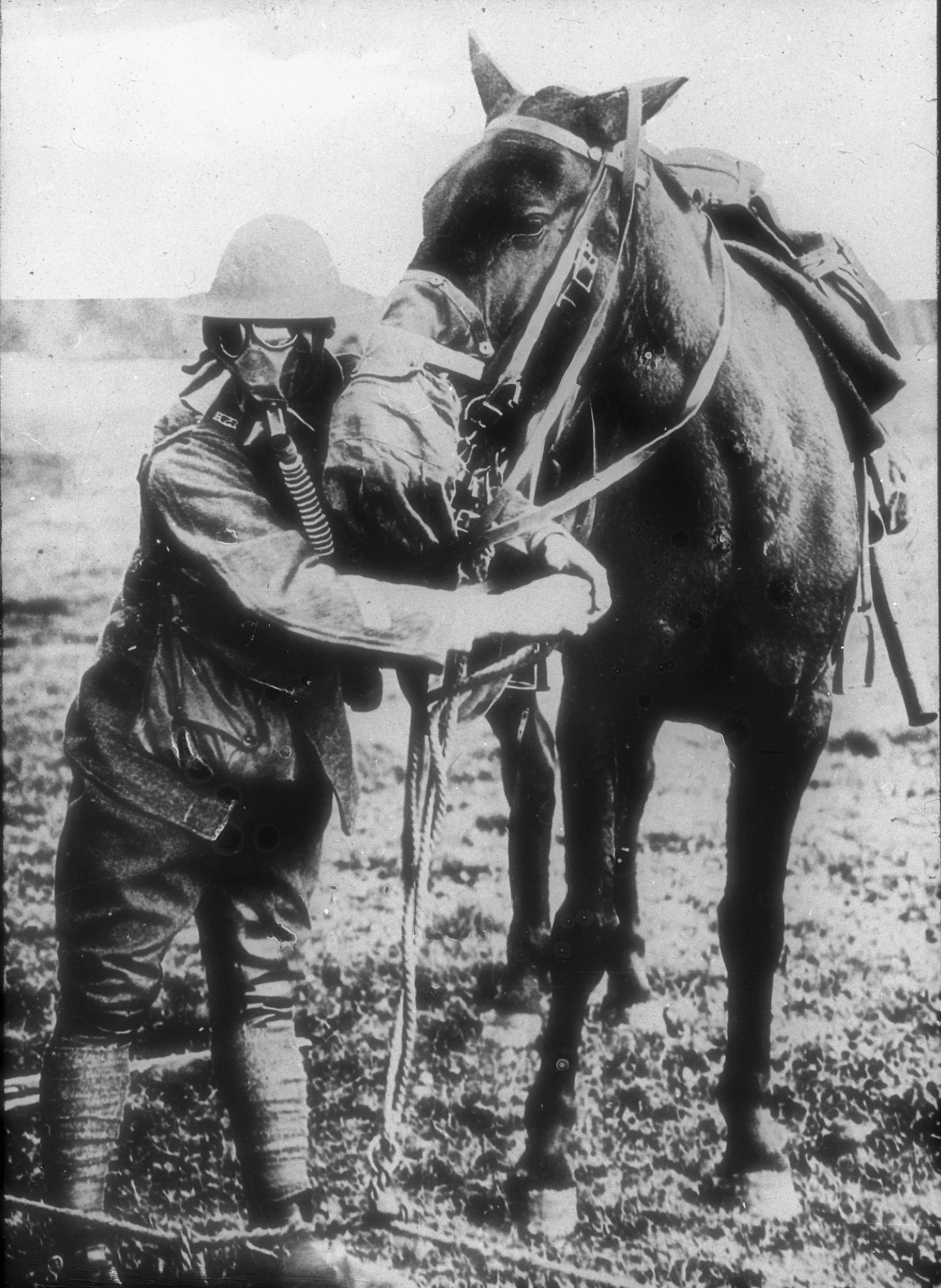
AEF-Soldat mit Gasmaske und Pferd an der Westfront, 1918

Die American Expeditionary Forces (AEF, deutsch Amerikanische Expeditionsstreitkräfte) waren ein Expeditionskorps der Vereinigten Staaten von Amerika, bestehend aus Soldaten der US Army und des US Marine Corps, das im Ersten Weltkrieg infolge der Kriegserklärung der USA an das Deutsche Kaiserreich am 6. April 1917 nach Europa entsandt wurde, um die Truppen der Entente an der Westfront zu unterstützen. Die AEF, die im Endausbau mehr als eine Million Soldaten umfassten, wurden in geringerem Umfang auch an der Italienfront eingesetzt. Ihre größten Operationen waren die Verteidigung gegen die deutsche Frühjahrsoffensive, die Schlacht von St. Mihiel und die eigenständig durchgeführte Meuse-Argonne-Offensive gegen Ende des Krieges. Oberbefehlshaber war John J. Pershing.

## Vorgeschichte
Nach der Kriegserklärung der USA an Deutschland am 5. April 1917 plante US-Präsident Woodrow Wilson  eigentlich, General Frederick Funston den Oberbefehl über das schnell zusammengestellte Expeditionskorps zu übergeben. Aufgrund von Funstons plötzlichen Todes im Mai 1917 erhielt General-Major Pershing den Oberbefehl. Pershing wurde ab diesem Zeitpunkt Oberbefehlshaber über alle Operationen der Vereinigten Staaten von Amerika in Europa während des Ersten Weltkriegs. Der Stab der Expeditionsstreitkräfte erreichte am 8. Juni 1917 Liverpool und schon am 13. Juni zog Pershing mit seinem Stab in Paris ein. Pershing hatte sowohl von Kriegsminister Newton D. Baker als auch von Tasker H. Bliss, dem Generalstabschef der Army, die Anweisung erhalten eine separate, eigenständige und ausschließlich amerikanische Armee unter seinem Kommando zu unterhalten. Ihre eigene Armee zu führen, ihren eigenen Frontabschnitt zu besetzen und eigene Initiativen zu ergreifen, wurde von den Alliierten jedoch nicht uneingeschränkt geteilt. Für sie stellt die AEF vor allem ein Arbeitskräftereservoir dar, die Möglichkeit, ihre eigenen dezimierten Divisionen wieder aufzubauen. Zwar würde die AEF einen eigenen Frontabschnitt erhalten, doch bedeutete dies weder für die Briten noch für die Franzosen ein eigenständiges Vorgehen. Stattdessen sollten die US-Divisionen mit den alliierten Divisionen zusammengelegt und unter britischem und französischem Kommando stehen. Pershings Ablehnung eines solchen Vorhabens sorgte für Spannungen in den Beziehungen der USA zu Großbritannien und Frankreich bis zum Ende des Krieges.

## Ankunft in Frankreich
Am 28. Juni 1917 gingen die 14.000 US-Soldaten der 1st Infantry Division in Saint-Nazaire an Land. Nach Abschluss einer intensiven Ausbildung bezog die 1. US-Infanteriedivision am 21. Oktober 1917 Schützengräben bei Nancy. Die ersten Todesopfer hatten die am 2. November 1917 zu beklagen, als bei Bathelémont drei Soldaten (Corporal James Bethel Gresham, Private Thomas F. Enright, und Private Merle D. Hay) der 1. Infanteriedivision bei einem nächtlichen deutschen Stoßtruppunternehmen getötet wurden.
Nach der 1. US-Infanteriedivision landeten bis März 1918 drei weitere Divisionen in Frankreich. Bis Juli 1918 waren etwa eine Million Soldaten der AEF in Frankreich. Der erste Sieg gelang den AEF am 28. Mai 1918 in der Schlacht um Cantigny. Weitere erfolgreiche Einsätze der AEF fanden während der Schlacht im Wald von Belleau und der Zweiten Schlacht an der Marne statt. Am 10. August wurde die 1. US-Armee unter Führung Pershings aufgestellt, die vom 12. bis zum 15. September 1918 ihre erste selbständige Offensive, die Schlacht von St. Mihiel, durchführte. Diese war mit 500.000 eingesetzten Soldaten die bis dahin größte Operation der US-Streitkräfte. Die größte und entscheidende Schlacht, die die American Expeditionary Forces allerdings jemals führten, war die Meuse-Argonne-Offensive. Bei dieser Offensive, die vom 26. September bis zum 11. November 1918 dauerte, wurden die deutschen Truppen unter Georg von der Marwitz im Raum Verdun geschlagen, was maßgeblich zum Waffenstillstand von Compiègne beitrug. Außerdem kam ein Regiment der 83. Infanterie-Division in der Schlacht von Vittorio Veneto an der italienischen Front zum Einsatz. Nach dem Ende der Kampfhandlungen und dem Waffenstillstand vom 11. November wurde der Großteil der AEF aufgelöst und wieder in die USA verschifft. Einheiten der 3. US-Armee nahmen bis Anfang 1923 an der Alliierten Rheinlandbesetzung im Raum Koblenz teil. Weitere US-Truppen waren 1918/20 im Gebiet von Archangelsk in Nordrussland sowie im Fernen Osten Russlands an der Seite der Weißen Armeen im Russischen Bürgerkrieg im Einsatz – zusammen mit anderen westalliierten Kontingenten und japanischen Truppen.

## Ausbildung
Die Ausbildung der US-amerikanischen Soldaten erfolgte nach dem Six Division Plan. Der Sechs-Divisionen-Plan sah vor, dass amerikanische Divisionen aus den Vereinigten Staaten nach Frankreich verlegt werden sollten. Nach ihrer Ankunft wurden sie zu ihrer Ausbildung unter britisches Kommando gestellt. Im Einvernehmen mit den Briten sollten amerikanische Einheiten, die sich in der Ausbildung befanden, im Notfall zur Sicherung der hinteren Verteidigungslinien eingesetzt werden. Im weiteren Verlauf der Ausbildung nahmen einige Einheiten gemeinsam mit den britischen Einheiten, denen sie unterstellt waren, an Einsätzen an der Front teil; aus amerikanischer Sicht waren diese Einsätze jedoch nur ein Teil der Ausbildung.
Die Briten waren dafür verantwortlich, alle notwendigen administrativen Vorkehrungen für die Bereitstellung von Ausbildungseinrichtungen zu treffen und das amerikanische Personal in jeder erdenklichen Weise bei der Ausbildung zu unterstützen. Nach Abschluss der Grundausbildung wurden die amerikanischen Einheiten entsprechenden britischen Einheiten an der Front zur praktischen Ausbildung in den Schützengräben zugeteilt. Während dieses Zeitraums oder während der aktiven Operationen lag die taktische Führung aller amerikanischen Einheiten bei den britischen Kommandeuren, unter denen sie dienten. Zur Unterstützung bei der Ausbildung und Verwaltung wurden den amerikanischen Einheiten britische Offiziere zugeteilt.

## Kommando
- Commander-In-Chief
  - Major General John J. Pershing
- Chief of Staff

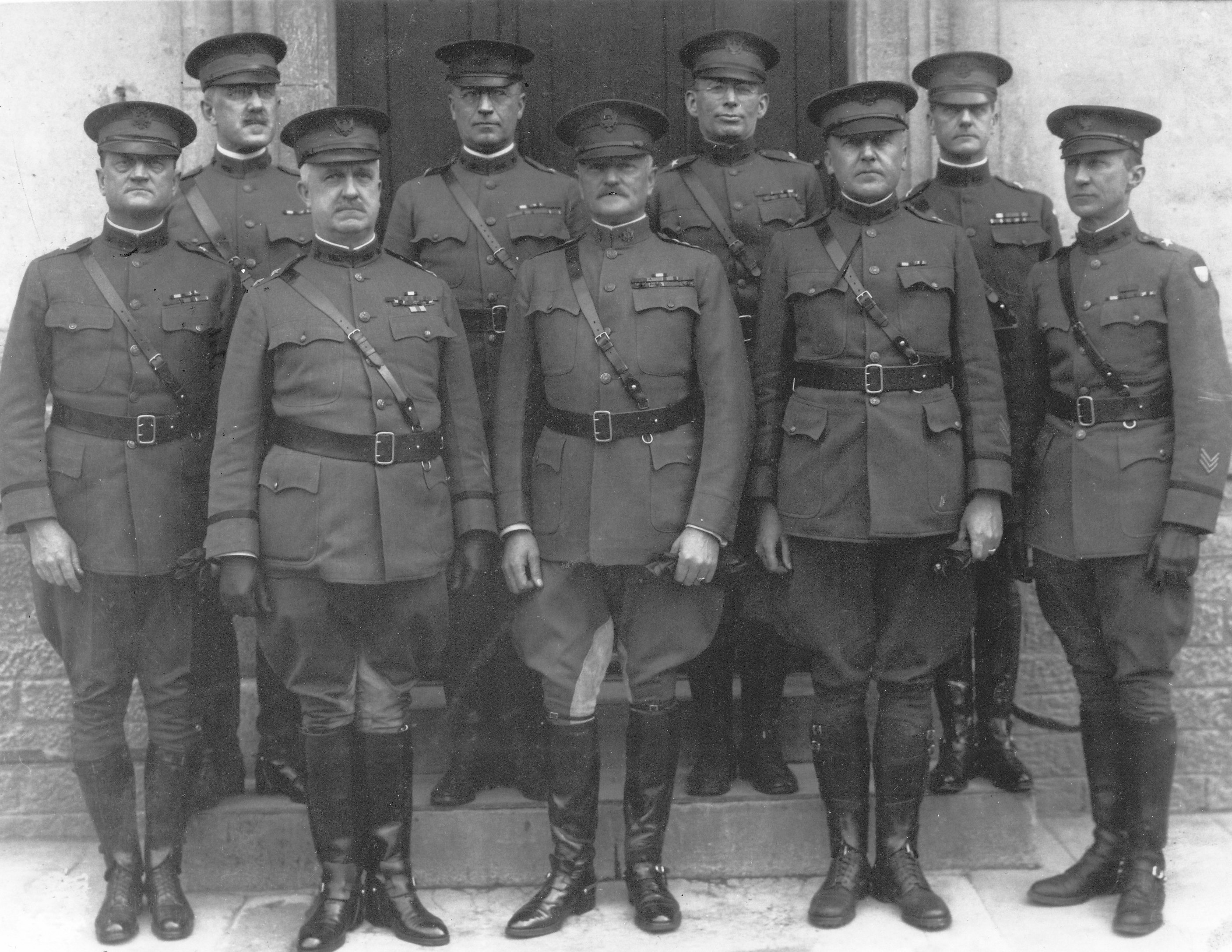
General Pershing (Mitte) mit seinem Stab im Hauptquartier der AEF in Chaumont

  - Lieutenant Colonel James G. Harbord
  - Major General James W. McAndrew (ab 6. Mai 1918)
- Adjutants General
  - Colonel Benjamin Alvord
  - Lieutenant Colonel Robert C. Davis (ab 1. Mai 1918)
- Chief Quartermasters
  - Colonel Daniel E. McCarthy
  - Colonel Harry L. Rogers (ab 13. August 1917)
- Chief of Tank Corps
  - Colonel Samuel D. Rockenbach
- Chief of Artillery
  - Brigadier General Ernest Hinds[6]

## Verbände der AEF in Europa
- Armeen:
  - First, Second und Third Army
- Armeekorps:
  - I, II, III, IV, V, VI, VII, VIII und IX Army Corps
- Divisionen der Regular Army:
  - 1st, 2nd[7], 3rd, 4th, 5th, 6th, 7th und 8th Division
- Divisionen der Nationalgarde:
  - 26th, 27th, 28th, 29th, 30th, 31st, 32nd, 33rd, 34th, 35th, 36th, 37th, 38th, 39th, 40th, 41st und 42nd Division
- Divisionen der National Army:
  - 76th, 77th, 78th, 79th, 80th, 81st, 82nd, 83rd, 84th, 85th, 86th, 87th, 88th, 89th, 90th, 91st, 92nd Division und 93rd Division (Provisional)

## Verluste
- Gesamt: ca. 320.000 Mann
  - Im Kampf gefallen: 53.402 Mann
  - Außerhalb von Kampfhandlungen gestorben: 63.114 Mann (häufig durch Typhus oder Spanische Grippe)
  - Verwundete: ca. 204.000 Mann

## Afroamerikanische Soldaten
Der Einsatz afroamerikanischer Soldaten verursachte der US-Armee in einer Zeit der Rassentrennung und vielfältiger Vorurteile einige Peinlichkeiten, auch wenn es offiziell keine Diskriminierungen geben sollte. Für den Krieg in Europa wurden die Afroamerikaner in der 92. Division zusammengefasst, in der die meisten Angehörigen Schwarze waren. Später in Frankreich eintreffende Kontingente unterstellte die US-Armee dem französischen Oberbefehl. Aufgrund einer etwas anderen republikanischen Tradition und jahrhundertelanger Kolonialerfahrungen spielten in Frankreich rassistisch motivierte Berührungsängste eine wesentlich geringere Rolle. Daher bildeten die afroamerikanischen Soldaten mit vier Regimentern die Infanterie der französischen 157. Division. Dort waren die meisten Angehörigen, vom Soldaten bis zu den Offizieren, Schwarze. Von den Franzosen als nützliche Verstärkung angesehen, wurde die 157. Division Goybet an die Front geworfen. Schnell wurden die Einheiten für ihren unerschrockenen Mut bekannt, den ihr kommandierender General, Mariano Goybet, lobend erwähnte. Bis zum Kriegsende dienten über 350.000 afroamerikanische Soldaten in den AEF, davon die meisten in Lazaretteinheiten und bei sonstigen rückwärtigen Diensten. Nur ein Fünftel aller afroamerikanischen Soldaten der AEF war aktiv am Kampf beteiligt, bei den weißen Amerikanern waren es zwei Drittel.

## Ausrüstung
Zu Beginn und in der Planung des Einsatzes der American Expeditionary Forces war geplant, die Armee zuerst mit britischen Waffen auszurüsten und dann die amerikanischen Modelle zu importieren. Obwohl das Standardgewehr der US-Armee das Springfield M1903 war, wurde von den US-Soldaten in Europa hauptsächlich das M1917 bzw. P17 verwendet. Die US-Armee setzte auch die M1897-Repetierflinte (bekannter als „trench-gun“) ein, die zwar wegen der hohen Streuung weniger tödlich und treffsicher waren, aber besonders im Nahkampf schwere Verwundungen verursachten. Die deutsche Heeresleitung protestierte gegen den Einsatz dieser Waffe und drohte am 14. September 1918 in einer diplomatischen Note dem US-Militär jeden gefangengenommenen Soldaten, der sich im Besitz dieser Waffe oder ihrer Munition befand, erschießen zu lassen, da diese ihres Erachtens gegen die Haager Landkriegsordnung verstieße. Zu tatsächlichen Hinrichtungen kam es deswegen jedoch nicht. Maschinengewehre wurden vom AEF nur selten eingesetzt, was vor allem in der Größe und der schwierigen Handhabung begründet war. Dennoch wurden teilweise ganze Regimenter der US-Streitkräfte mit der aus Großbritannien importierten und von den britischen Streitkräften genutzten Lewis Gun ausgerüstet. Das United States Army Air Service war mit Flugzeugen vom Typ SPAD S.XIII, Nieuport 28, Salmson Sal II und Airco D.H.4 ausgerüstet.